# Kuoksu

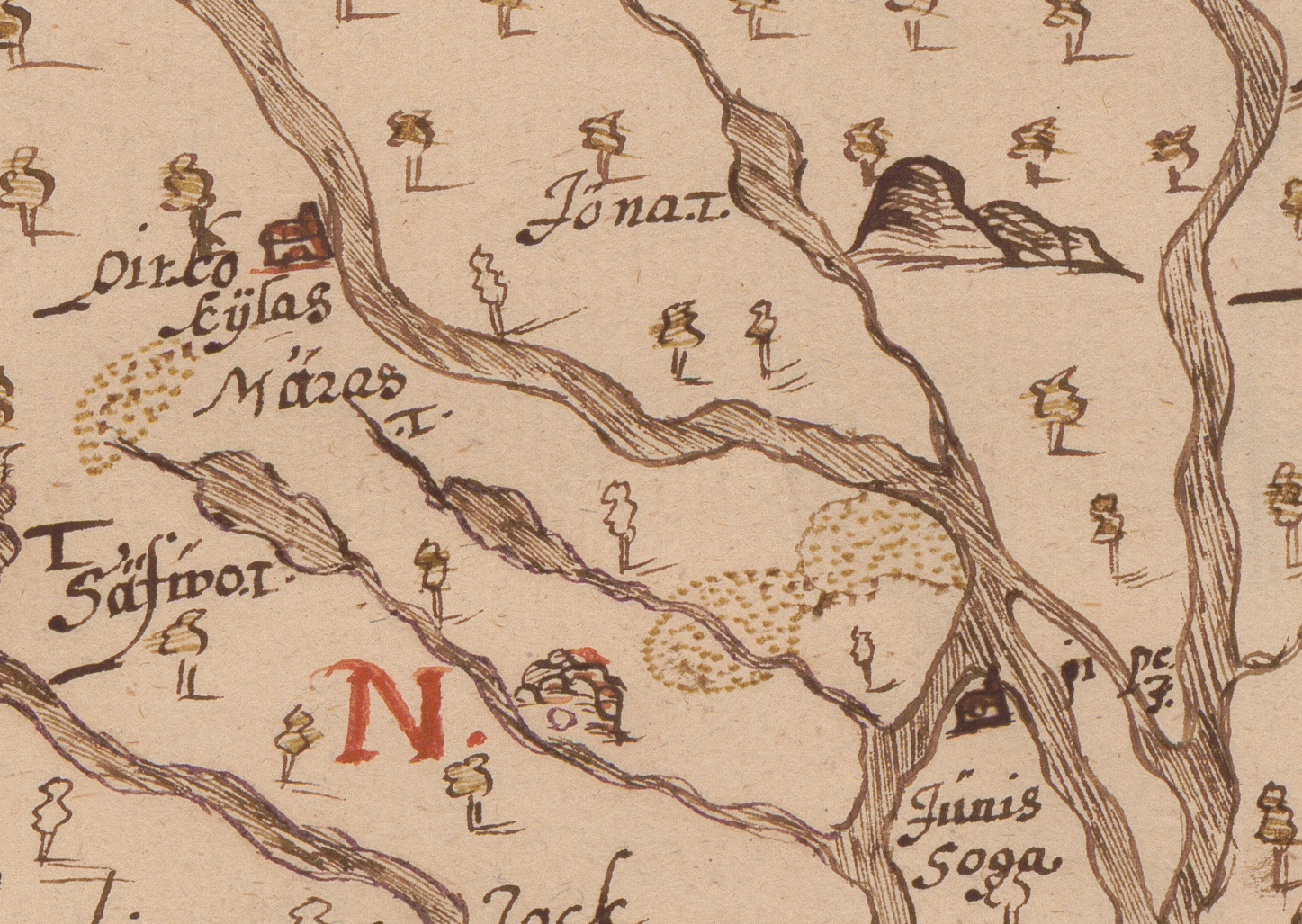
Kuoksu på Olof Tresks karta från 1643, då med namnet Pirko kylas. Bokstaven N utvisar Järnberget i Kalix lappmark, det vill säga Masugnsbyn. I bildens högra del syns Junis soga, Junosuando.

Kuoksu är en by i Jukkasjärvi socken i Kiruna kommun. 

## Historia
Byn grundades antagligen omkring 1630 av Johan Pirkkoi från Koivukylä. Enligt Olof Tresks karta från 1643 var hans nybygge då det enda i Torne lappmark. På kartan hade nybygget namnet Pirko kylas.
Byn låg öde ett tag under 1600-talets slut. I och med bruksrörelsen i Masugnsbyn så flyttade många av arbetarna till andra orter i närheten och Kuoksus befolkning växte.

## Samhället
I byn finns Kuoksu kapell.
Lärarinnan Emilia Hansson har lämnat efter sig en bok om sin tid som lärarinna i Kuoksu, I midnattssol och midvintermörker, utgiven 1932.
I december 2017 fanns det enligt Ratsit 43 personer med Kuoksu som adress.